# Gundelsdorf (Kronach)
Gundelsdorf ist ein Gemeindeteil der Kreisstadt Kronach im Landkreis Kronach (Oberfranken, Bayern).

## Geographie
Durch das Dorf fließt die Haßlach. Der Glosbacher Graben mündet dort als linker und der Haiger Bach als rechter Zufluss in die Haßlach. Die B 85 führt nach Haßlach bei Kronach (1,5 km nordwestlich) bzw. nach Knellendorf (1,5 km südlich). Die Kreisstraße KC 25 führt nach Friesen zur Staatsstraße 2200 (3,7 km südöstlich). Gemeindeverbindungsstraßen führen nach Glosberg (1,5 km nordöstlich) und nach Haig zur Staatsstraße 2708 (1,9 km nordwestlich). Der Haltepunkt Gundelsdorf liegt an der Frankenwaldbahn, die Lichtenfels mit Saalfeld verbindet.

## Geschichte
Gegen Ende des 18. Jahrhunderts bestand Gundelsdorf aus 16 Anwesen. Das Hochgericht übte das bambergische Centamt Kronach aus. Die Dorf- und Gemeindeherrschaft hatte das Vogteiamt Kronach inne. Grundherren waren das Kastenamt Kronach (1 Zinshof, 4 Söldengüter, 1 unbewohntes Söldengut, 1 Mahl- und Schneidmühle), das Gotteshaus Kronach (1 Gülthof, 3 Tropfhäuser, 1 unbewohnte Hofstatt) und die Stadt Kronach für den ehemaligen Besitz des Rittergutes Haßlach (3 Sölden, 2 Tropfhäuser, 1 Schneidmühle). Außerdem gab es eine Gemeindeschmiede.
Gundelsdorf kam durch den Reichsdeputationshauptschluss im Jahr 1803 zum Kurfürstentum Bayern. Mit dem Ersten Gemeindeedikt wurde 1808 der Steuerdistrikt Gundelsdorf gebildet, zu dem Bernsroth, Bierberg, Blumau, Kathragrub, Knellendorf, Krugsberg, Rottelsdorf, Stressenleithe und Walkmühle gehörten. Mit dem Zweiten Gemeindeedikt (1818) entstand die Ruralgemeinde Gundelsdorf, zu der Rottelsdorf gehörte. Sie war in Verwaltung und Gerichtsbarkeit dem Landgericht Kronach zugeordnet und in der Finanzverwaltung dem Rentamt Kronach (1919 in Finanzamt Kronach umbenannt). Ab 1862 gehörte Gundelsdorf zum Bezirksamt Kronach (1939 in Landkreis Kronach umbenannt). Die Gerichtsbarkeit blieb beim Landgericht Kronach (1879 in das Amtsgericht Kronach umgewandelt). Die Gemeinde hatte eine Fläche von 2,230 km².
Im Zuge der Gebietsreform in Bayern wurde die Gemeinde Gundelsdorf am 1. Januar 1978 nach Kronach eingegliedert.

### KZ-Außenlager Gundelsdorf
In Gundelsdorf und im benachbarten Knellendorf existierten von Herbst 1944 bis zum Einmarsch amerikanischer Truppen im April 1945 Außenlager des Konzentrationslagers Flossenbürg. Bei den Häftlingen handelte es sich um 100 aus dem KZ Plaszow deportierte polnische Jüdinnen und bis zu 90 jüdische Männer unterschiedlicher Nationalität, die aus verschiedenen anderen Lagern hierher gebracht wurden. Der Großteil wurde als Zwangsarbeitskräfte im Luftwaffennachschublager in Gundelsdorf eingesetzt, rund 20 der Frauen mussten in einer Knellendorfer Firma Militäruniformen nähen. Seit 2002 erinnert ein auf Initiative der Evangelischen Jugend errichteter Gedenkstein am parallel zur Bundesstraße 85 verlaufenden Rad- und Fußweg zwischen den beiden Orten an die Außenlager.

### Baudenkmäler
In Glosberg gibt es 6 Baudenkmäler:
- Thüringer Straße 21: Kindergarten, ehemalige Fabrikantenvilla
- Wegkapelle
- Kriegergedächtniskapelle
- Wegkreuz
- Bildstock an der Glosberger Straße, Bildstock an der Haiger Straße

Die folgenden Häuser listete Tilmann Breuer in dem Buch Landkreis Kronach von 1964 mit ihren ursprünglichen Hausnummern als Kunstdenkmale auf. Sie werden in der Denkmalschutzliste nicht geführt, da sie entweder nicht aufgenommen, abgebrochen oder stark verändert wurden.
- Haus Nr. 09: Zugehöriges Nebengebäude. Eingeschossiger Wohnstallbau mit Satteldach, 18. Jahrhundert, verschieferter Blockbau, auf der Hofseite befinden sich profilierte Balkenköpfe.[10]
- Haus Nr. 12: Eingeschossiger Satteldachbau, die Umfassungsmauern sind aus Sandsteinquadern, der Sturz der Haustür ist mit „18 JZF ... A 19“ bezeichnet. Der Giebel ist verschiefert. Ein hexagonaler Dachreiter hat stichbogige Öffnungen nach allen Seiten und eine geschwungene Zwiebelkuppel.[10]
- Haus Nr. 13: Eingeschossiger Satteldachbau aus der ersten Hälfte des 19. Jahrhunderts, die Umfassungsmauern sind aus Sandstein, der Sturz der Haustür ist mit „18..“ bezeichnet, die Tür ist geteilt und aufgedoppelt.[10]
- Haus Nr. 14: Eingeschossiger Wohnstallbau mit Satteldach aus dem 18. Jahrhundert, es ist zum großen Teil ein verschieferter Blockbau, die Stube wurde massiv erneuert. Auf der Hofseite befinden sich profilierte Balkenköpfe. Die ursprünglichen Türrahmungen sind erhalten.[10]

### Einwohnerentwicklung

#### Gemeinde Gundelsdorf
| Jahr      | 1818  | 1840   | 1852   | 1855   | 1861   | 1867   | 1871   | 1875   | 1880   | 1885   | 1890   | 1895   | 1900   | 1905   | 1910   | 1919   | 1925   | 1933   | 1939   | 1946   | 1950   | 1952   | 1961  | 1970   |
| Einwohner | 108   | 177    | 196    | 168    | 211    | 246    | 259    | 280    | 260    | 282    | 270    | 234    | 269    | 267    | 279    | 307    | 323    | 341    | 387    | 647    | 605    | 588    | 490   | 534    |
| Häuser    | 20    |        |        |        |        |        | 40     |        |        | 39     | 40     |        | 42     |        |        |        | 50     |        |        |        | 59     |        | 83    |        |
| Quelle    | [ 5 ] | [ 12 ] | [ 12 ] | [ 12 ] | [ 13 ] | [ 14 ] | [ 15 ] | [ 16 ] | [ 17 ] | [ 18 ] | [ 19 ] | [ 12 ] | [ 20 ] | [ 12 ] | [ 21 ] | [ 12 ] | [ 22 ] | [ 12 ] | [ 12 ] | [ 12 ] | [ 23 ] | [ 12 ] | [ 6 ] | [ 24 ] |

#### Ort Gundelsdorf
| Jahr      | 001818 | 001861 | 001871 | 001885 | 001900 | 001925 | 001950 | 001961 | 001970 | 001987 |
| Einwohner | 92     | 157    | 228    | 251    | 248    | 303    | 578    | 467    | 514    | 569    |
| Häuser    | 16     |        |        | 35     | 38     | 47     | 55     | 79     |        | 149    |
| Quelle    | [ 5 ]  | [ 13 ] | [ 15 ] | [ 18 ] | [ 20 ] | [ 22 ] | [ 23 ] | [ 6 ]  | [ 24 ] | [ 1 ]  |

## Religion
Der Ort ist römisch-katholisch geprägt und war ursprünglich nach St. Johannes der Täufer in Kronach gepfarrt. Seit dem 19. Jahrhundert ist die Pfarrei Mariä Geburt in Glosberg zuständig.